# 鱧の蒲焼
鱧の蒲焼（ハモの蒲焼き、鱧の照焼、ハモの照焼）は、京都を代表する京料理の一つである。鱧の照焼とも言われる。

## 調理法
ハモを開いて骨切りをして、白焼にする。鱧の頭と骨で出汁をとった特製のタレでふっくら焼き上げる。薄口醤油、みりん、砂糖、酒などを混ぜ合わせたたれをつけて焼く。鱧を焼く際には、細長いことから、開いた鱧に金串などを打っておき横長の焼き台（串焼器）を用いて焼き上げる。

## 食べ方
- 鱧の蒲焼は、漢方薬で消化を助けるとされる山椒の粉を振りかけて食べる。
- 鱧寿司などにする。

## 関連リンク
- 蒲焼